# Bangerz Tour
Il Bangerz Tour è stato il quarto tour musicale della cantante statunitense Miley Cyrus, a supporto del suo quarto album in studio Bangerz (2013).
Iniziato in Canada il 14 febbraio 2014, è composto da 78 date, con le quali la cantante ha le Americhe, l'Europa e l'Oceania, dove il tour si è concluso con un concerto in Australia il 23 ottobre dello stesso anno. Descritto come «pacchiano», «surreale» e «volgare», ha ricevuto recensioni prevalentemente positive da parte della critica, che ha elogiato soprattutto la presenza scenica della cantante, la voce, l'originalità e l'autoironia. È stato il sedicesimo tour di maggiore incasso del 2014, guadagnando oltre 60 milioni di dollari.

## Sinossi dello show

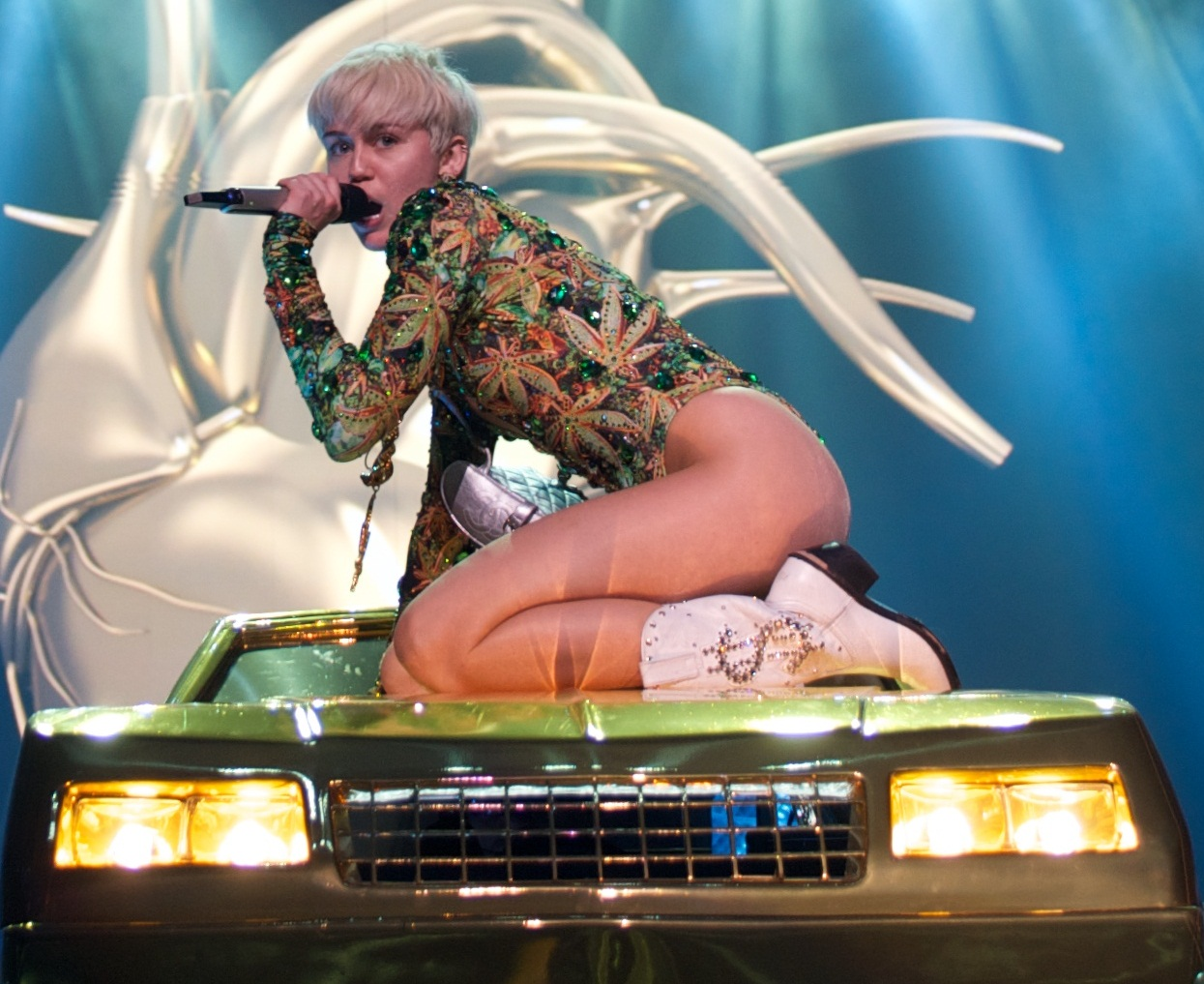
Miley Cyrus durante Love Money Party

Lo show si apre con una breve intro, mentre i ballerini 
entrano in scena. Quando quest'ultima finisce, una versione gigante della faccia di Miley Cyrus viene proiettata sullo schermo e rivela una lingua-scivolo. A questo punto, la cantante in carne ed ossa appare sopra la lingua e dopo essere arrivata sul palco principale, dà il benvenuto al pubblico ed esegue SMS, seguita da 4×4, eseguita con delle ballerine vestite da cowgirl e un finto cavallo. Alla fine del brano, Miley sparisce per un cambio d'abito. Poco dopo, l'artista torna in scena sopra un'automobile dorata, con indosso un abito raffigurante delle foglie di marijuana, ed esegue Love Money Party. Verso la fine della canzone, un ballerino vestito come Big Sean appare sul palco. La Cyrus, in seguito, fa un discorso, per poi eseguire My Darlin e Maybe You're Right, al termine della quale ritorna dietro le quinte.
La canzone seguente è FU, eseguita con un abito munito di una lunga gonna e un gigantesco pupazzo rosso.

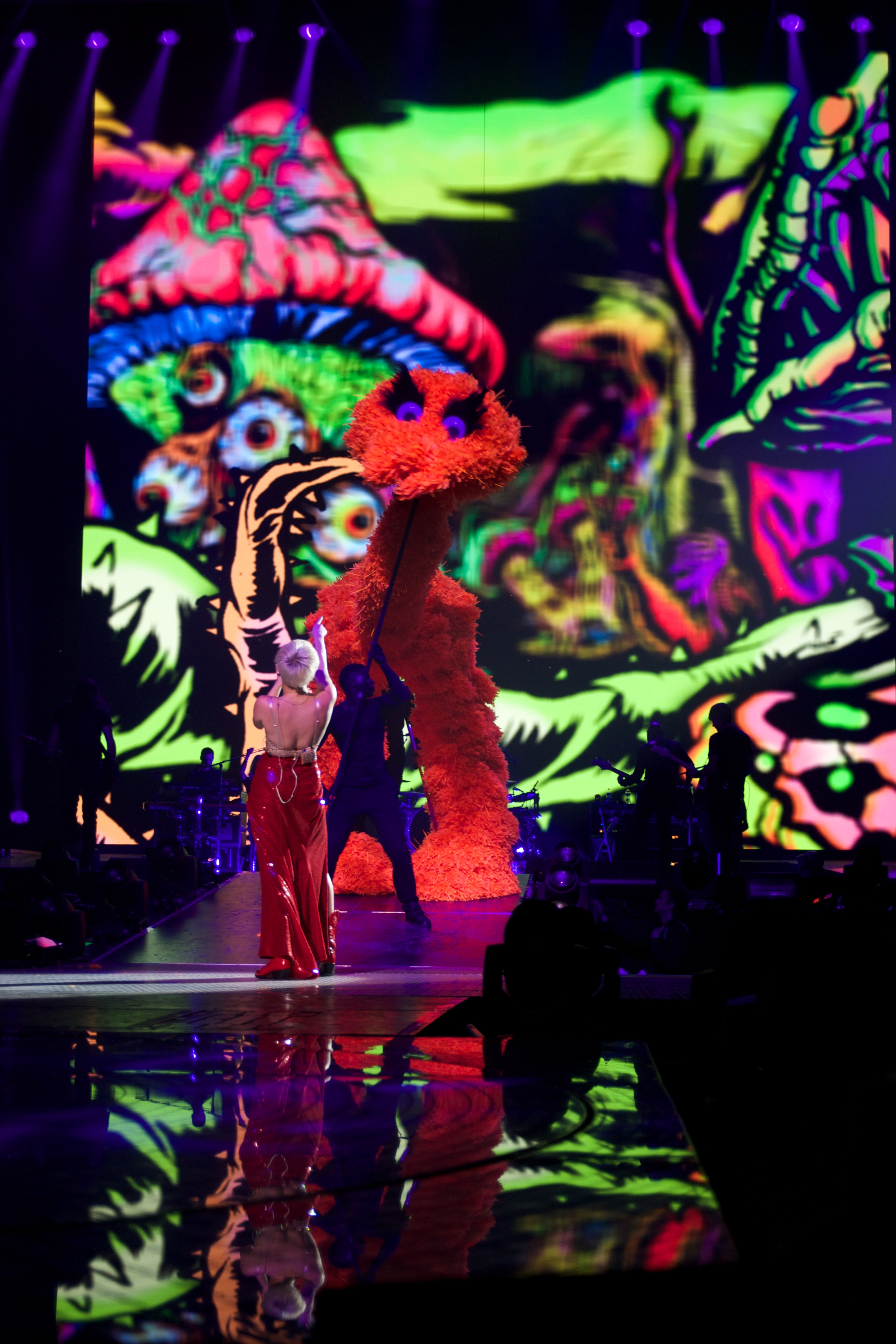
Miley Cyrus e il pupazzo gigante durante FU, nella data di Vancouver

Viene poi eseguita una nuova versione di Do My Thang, dove le strofe sono state remixate in stile country ma il ritornello viene eseguito come nella versione originale. In seguito, la cantante sale sopra un grande letto ed esegue Get It Right. Durante il brano, da sotto il letto spuntano fuori i ballerini, che si uniscono a Miley e sullo schermo vengono mostrate delle riproduzioni con della frutta di genitali maschili e femminili. Fa poi la sua entrata in scena una statua alta 18 metri del cane dell'artista, Floyd, deceduto un anno prima. Viene eseguita così Can't Be Tamed, con un look bianco e nero. Quando il brano termina e la statua scompare lentamente, viene mostrato un video chiamato Jet Sky, dove l'artista è a bordo di un motoscafo e tenta di sfuggire ad un'enorme testa di un neonato che spara laser. L'atmosfera, in seguito, si calma e Miley Cyrus esegue Adore You, con l'ausilio di una kiss cam e un abito nero scintillante, seguita da Lucy in the Sky with Diamonds dei Beatles (eseguita a partire dalle date europee) e dal singolo Drive.
A questo punto viene proiettato un altro video chiamato Tongue Tied, dove Miley Cyrus presenta degli outfit ispirati al bondage.  Inizia la parte acustica dello show. La cantante riappare in scena sopra un altro palco, più piccolo del primo, ed esegue Rooting For My Baby. Poi vengono eseguite delle cover, come Hey Ya degli OutKast o Jolene di Dolly Parton, ma anche  Summertime Sadness di Lana Del Rey.
Una volta chiusa la parte acustica, Miley Cyrus torna sul palco principale per un cambio d'abito, mentre un suo inedito, chiamato Pretty Girls (Fun) fa da interludio e alcune ballerine si esibiscono facendo twerking. Quando il brano finisce, l'artista torna in scena indossando un abito nero e rosso, per eseguire 23 e poi tornare nel backstage. In seguito, la Cyrus torna in scena indossando un grande giubbotto giallo ed esegue On My Own con i ballerini vestiti da pupazzi, per poi passare a Someone Else, eseguita cavalcando un gigantesco hot dog volante. Quando lo show sembra essersi concluso, la cantante riappare in scena indossando un abito ricoperto di cristalli Swarovski, per eseguire We Can't Stop accompagnata dai ballerini vestiti da accendini e mani giganti.

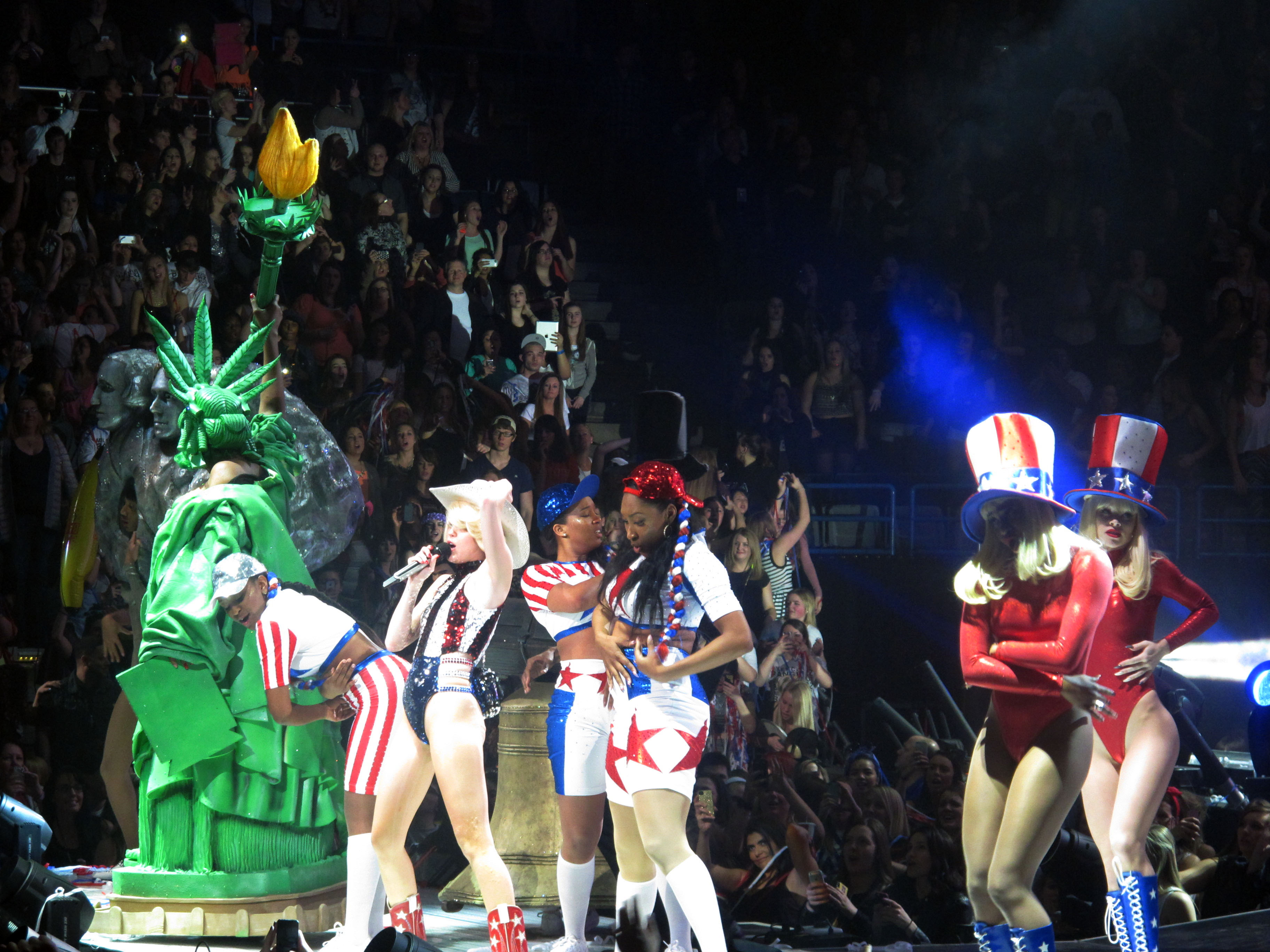
Miley Cyrus e i suoi ballerini durante Party in the U.S.A.

Chiudono lo show le hit Wrecking Ball, durante la quale il palco viene invaso da laser blu e Party in the U.S.A. in versione rock, eseguita simulando uno stravagante 4 luglio, con i ballerini che indossano vestiti riguardanti gli Stati Uniti d'America, come Abramo Lincoln o la Statua della Libertà. Quando il brano finisce, Miley saluta il pubblico e vengono sparati in aria coriandoli e fuochi d'artificio.

## Antefatti e sviluppo
Il 7 ottobre 2013, durante un'apparizione di Miley, sono state annunciate le intenzioni della cantante riguardanti un tour nel 2014. Il 26 ottobre dello stesso anno la cantante ha fatto un'apparizione a sorpresa al Saturday Night Live, dove ha annunciato il Bangerz Tour. L'11 novembre, sono stati pubblicati tre video promozionali a sostegno del tour su YouTube.
Miley aveva originariamente scelto The Blonds e Kenzo come costumisti nel dicembre 2013, successivamente rimpiazzati da Roberto Cavalli, che rilasció il mese successivo sei bozzetti riguardanti i costumi che la Cyrus avrebbe indossato. Nello stesso mese, venne convocato John Kricfalusi per creare opere d'arte e animazioni da utilizzare nel tour.

## Curiosità
- Durante SMS, appariva sul palco una ragazza nana con indosso una tuta rossa e una maschera di Britney Spears: una chiara parodia dell'artista.
- Tra i chitarristi era presente il fratello di Miley Cyrus, ossia Braison Cyrus.
- Nel DVD, i brani My Darlin e 23 non sono presenti.
- Nella data di Boston (2 aprile 2014), durante Can't Be Tamed, Miley Cyrus pianse inginocchiata vicino alla statua del suo cane Floyd, a causa della morte di quest'ultimo.
- Nella data di Milano (8 giugno 2014), durante FU, Miley Cyrus prese in mano una sagoma di cartone raffigurante Selena Gomez e la scagliò a terra, scatenando l'ira dei fan della cantante.
- Per le date in Messico, in Sud America e in Oceania, gli abiti per lo show e i video proiettati sullo schermo vennero cambiati. Inoltre, il piccolo palco per la parte acustica venne rimosso.

## Artisti di apertura
- Icona Pop
- Sky Ferreira
- Lily Allen

In alcune date non vi erano artisti di apertura. In molti concerti, come ad esempio a Milano, dei deejay hanno aperto il concerto prima dell'entrata di Miley.

## Bangerz TourDVD

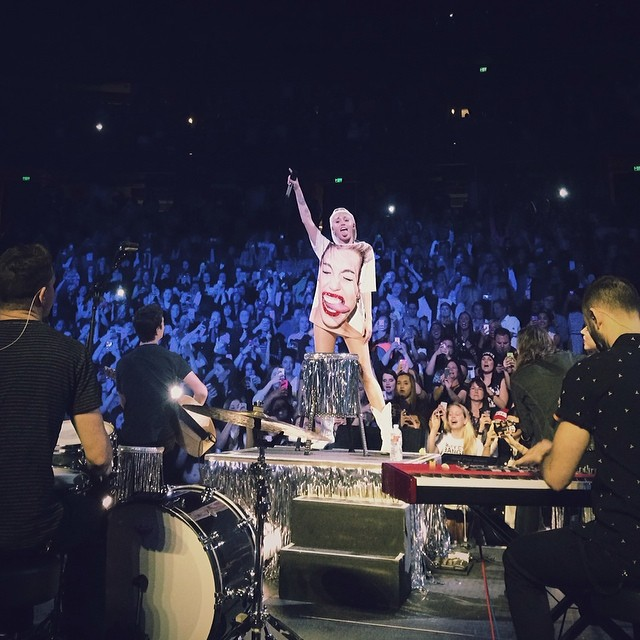
Miley Cyrus durante Jolene

Lo speciale registrato per la NBC è stato distribuito in DVD e BD il 23 marzo 2015 dalla RCA Records. Il DVD è arrivato alla vetta in molti Paesi come il Messico e il Canada e anche negli USA, per 6 giorni su iTunes e 9 giorni su Amazon.
Il DVD del Bangerz Tour è stato un successo commerciale anche perché è stato certificato platino dopo una settimana dall'uscita, vendendo 30 000 copie negli Stati Uniti.
Per realizzare il DVD è stata filmata la data Barcellona, ma nonostante questa sia stata usata per il DVD, ne sono state filmate altre cinque: quelle di Londra, di New Orleans, di Miami, di Monterrey e di San Juan, per poi essere pubblicate su YouTube.

### Classifiche
| Classifica (2015) | Posizione massima |
| ----------------- | ----------------- |
| Brasile           | 1                 |
| Italia            | 1                 |
| Regno Unito       | 2                 |
| Stati Uniti       | 1                 |

## Controversie

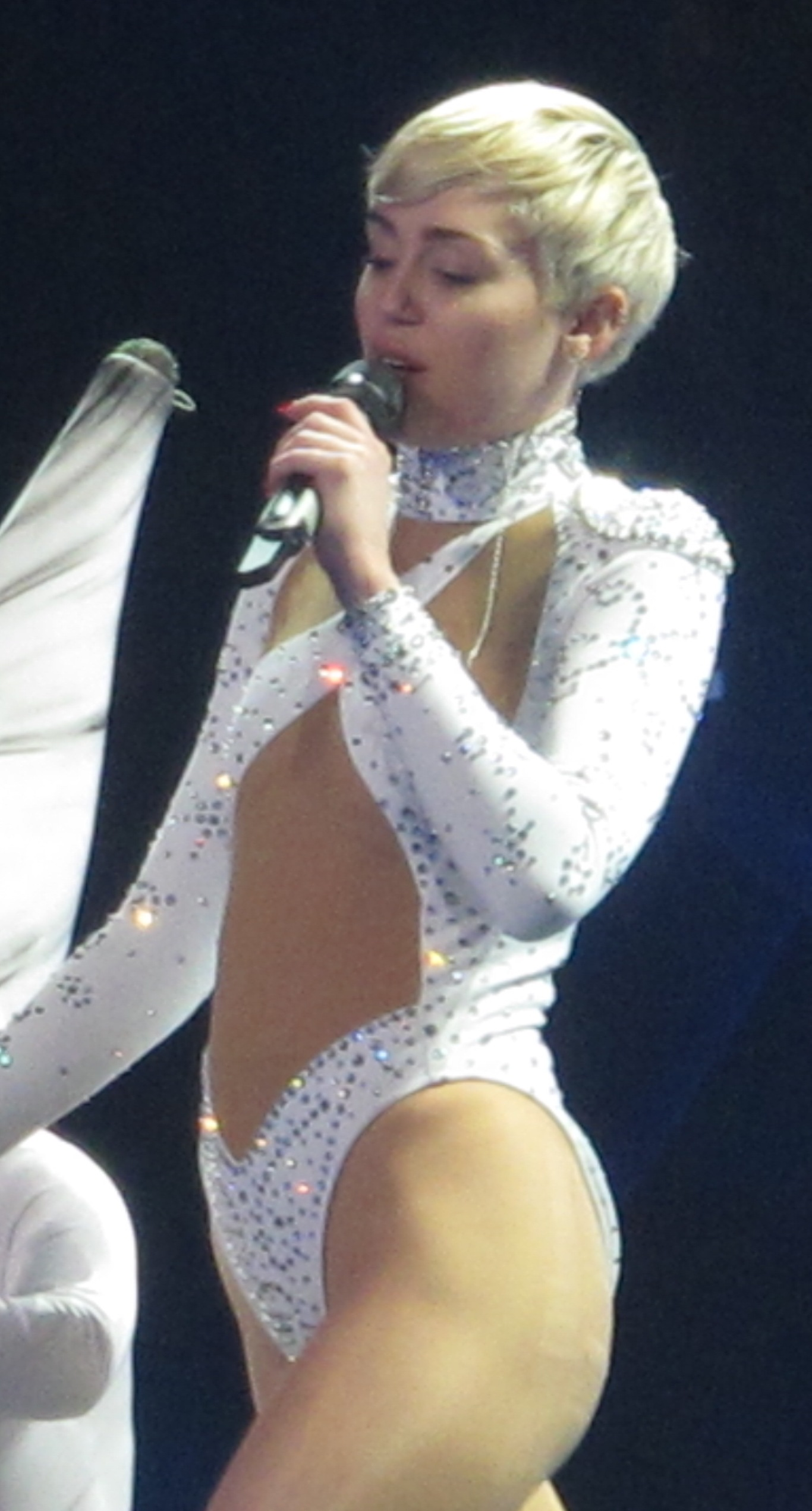
Miley Cyrus durante We Can't Stop

Il 21 agosto 2014, la commissione governativa della Repubblica Dominicana che sovrintende le esibizioni pubbliche ha annullato la data del tour del 13 settembre a Santo Domingo. Al riguardo, la commissione ha dichiarato di aver preso tale iniziativa poiché «Miley Cyrus assume atteggiamenti immorali, punibili secondo la legge dominicana.» Daniel Papalia di Forbes ha commentato l'evento affermando che «secondo uno studio condotto nel 2008 non esistono più restrizioni da parte del governo riguardanti gli eventi culturali»; inoltre dichiaró che «grazie a tale provvedimento Miley Cyrus entra a far parte dell'illustre lista dei cantanti, a cui venne vietato di esibirsi in alcuni Paesi, come in passato avvenne con Lady Gaga in Indonesia, Oasis in Cina, Amy Winehouse negli Stati Uniti, 50 Cent in Canada, Snoop Dogg in Regno Unito e Australia e Chris Brown in Regno Unito.»

## Scaletta
1. SMS
2. 4x4
3. Love Money Party
4. My Darlin'
5. Maybe You're Right
6. FU
7. Do My Thang (country remix)
8. Get It Right
9. Can't Be Tamed

Interlude: Jet Sky
1. Adore You
2. Lucy in the Sky with Diamonds (cover dei Beatles, eseguita a partire dalle date europee)
3. Drive

Interlude: Tongue Tied
1. Rooting for My Baby
2. Hey Ya (cover degli OutKast)
3. Jolene (cover di Dolly Parton)

Interlude: Pretty Girls (Fun)
1. 23 (Mike Will Made It) (non sempre eseguita)
2. On My Own
3. Someone Else
4. We Can't Stop
5. Wrecking Ball
6. Party in the U.S.A. (versione rock, contiene elementi di The Star-Spangled Banner)